# Mumcular
Mumcular ist ein Ort in der türkischen Provinz Muğla circa 29 Kilometer nordöstlich von Bodrum. Seit 1972 hat der Ort den Status einer Gemeinde.

## Lage
Mumcular liegt in der sogenannten Karaova (Schwarze Ebene) am Eingang zur Bodrum-Halbinsel. Der alte Name der Stadt lautete ebenfalls Karaova. Mumcular ist durch eine Stichstraße mit der Hauptstraße von Milas nach Turgutreis verbunden.

## Bevölkerung
Der Zentralort Mumcular und die 11 zur Gemeinde gehörenden Dörfer haben insgesamt circa 15.000 Einwohner. 
Jeden Sonntag findet in Mumcular ein Wochenmarkt statt.

## Stausee
Nahe dem Ort liegt der 1989 errichtete Mumcular-Stausee (Mumcular barajı). Er wird nicht nur zur Bewässerung genutzt, sondern stellt ein wichtiges Trinkwasserreservoir für die wasserarme Region dar.